# The Question Is What Is the Question
A The Question Is What Is The Question a német Scooter együttes 2007-ben megjelent kislemeze, az első a "Jumping All Over The World" című nagylemezükről. Egy új stílust, a jumpstyle-t próbáltak ki benne, ami Hollandiában abban az időben nagy népszerűségnek örvendett. A szám a Mouth & MacNeal - How Do You Do című dalának feldolgozása. Hatalmas siker lett, noha a német listát nem vezette, de aranylemez státuszt ért el, és a mai napig a koncertek visszatérő eleme. Show-elemként Michael Simon, utalva a dal egyik sorára, megmutatja a közönségnek a hátsó felét. B-oldala, a "The Fish Is Jumping" a "How Much Is The Fish?" fütyülős jumpstyle-feldolgozása, melynek a szövege jól hallhatóan egy H.P. Baxxter-belebakizásból alakult ki.

## Számok listája
Ez a kiadás egy egyszerű, fehér borítóval jelent meg, rajta egy zöldessárga kérdőjellel.
1. The Question Is What Is The Question (Radio Edit) (3:46)
2. The Question Is What Is The Question ("A Little Higher" Clubmix) (6:02)
3. The Question Is What Is The Question (Extended) (5:50)
4. The Fish Is Jumping (3:50)

Ausztráliában ugyanezt a kiadást árulták, ám arról valamiért lemaradt a "The Fish Is Jumping", pedig a borítón is szerepel. A holland és belga kiadásra a videoklipet is rátették. Franciaországban a Virgin Media csak digitálisan jelentette meg a kislemezt, azonban véletlenül idő előtt hozzáférhetővé tette, ezért a Kontor felbontotta velük a szerződést.

### Brit verzió
Nagy-Britanniába meglehetősen későn, 2008. április 14-én jutott el a szám kislemezként, teljesen új borítóval. Ennek oka az volt, hogy az ekkor induló Clubland TV népszerűsítése érdekében különféle kiadványokat kezdtek el forgalmazni. Ezen nem található meg a "The Fish Is Jumping", csak az eredeti szerzemény, a következő változatokban:
1. Radio Edit (3.46)
2. Extended Mix (5:50)
3. Headhunters Remix (5.54)
4. Alex K Remix (6:28)
5. Flip & Fill Remix (5:50)
6. Micky Modelle Remix (6:49)

### Vinyl verzió
A kislemez megjelent bakelitlemezen is, az alábbi számokkal:
- A1: The Question Is What Is The Question ("A Little Higher" Club Mix) (6:02)
- B1: The Question Is What Is The Question (Extended) (5:50)
- B2: The Fish Is Jumping (3:50)

## Más változatok
A 2007-es limitált kiadású "Jumping All Over The World" nagylemez második CD-jén (Scooter TOP10 Anthology) a nyitószám a "Headhunters Remix".
Játszották a dalt a 2008-as "Live In Berlin" kiadványon, illetve szerepel a 2010-es "Live In Hamburg" és a 2011-es "The Stadium Techno Inferno" című kiadványokon.

## Közreműködtek
- H.P. Baxxter a.k.a. The Vapour (szöveg)
- Rick J. Jordan, Michael Simon (zene, a produkciós munkák tréfásan úgy lettek jelölve a borítón, mintha Rotterdamban és Detroitban történtek volna)
- Jens Thele (menedzser)
- Harry van Hoof, Hans van Hemert (eredeti szerzők)
- Marc Schilkowski, Martin Weiland (borítóterv)
- Mathias Bothor (fényképek)

## Videoklip
A videoklipet egy hét alatt rögzítették Amszterdamban. A videóban szereplő táncosfiúk (a Sheffield Jumpers) két vezetője, Pim és Szergej kísérték a Scootert a turné során. A klipben gyakorlatilag csak a jumpstyle táncosok láthatóak, illetve közeli képeken H.P. Baxxter, ahogy egy mikrofonba kiabál. Miután a rajongók nehezményezték, hogy Rick J. Jordan alig egy másodpercet látható a klipben, Michael Simon pedig még ennél is kevesebbet, így utólag elkészült a klip olyan változata, amelyben már több helyen szerepelnek, de így is nagyon keveset.